# Martin Harwit
Martin Otto Harwit (Praga, 9 de marzo de 1931) es un astrónomo y escritor estadounidense de origen checo, conocido por su trabajo científico en el ámbito de la astronomía infrarroja como profesor de la Universidad Cornell. Entre 1987 y 1995 fue director del Museo Nacional del Aire y del Espacio de Washington D. C.

## Biografía
A los 15 años emigró a los Estados Unidos. Se licenció en física en el Oberlin College y obtuvo un máster en la Universidad de Michigan, tras lo cual se doctoró en física en el Instituto Tecnológico de Massachusetts (MIT) en 1960. Aquel mismo año le fue concedida una beca postdoctoral de la OTAN en la Universidad de Cambridge, donde estudió con Fred Hoyle. En 1961 obtuvo otra beca postdoctoral de la Fundación Nacional de Ciencias de Estados Unidos y se trasladó a la Universidad Cornell, en Ithaca (Nueva York).
Su principal interés radicaba en la construcción de telescopios para observar la radiación infrarroja desde el espacio, lo que requería ponerlos en órbita. Fue uno de los pioneros de la astronomía infrarroja, pues fue el primero en diseñar, construir y lanzar telescopios propulsados por cohetes y refrigerados con helio líquido a finales de los años 60. Posteriormente utilizó observatorios aeronáuticos como el Kuiper Airborne Observatory y varios telescopios espaciales. Fue uno de los primeros promotores del programa "Grandes Observatorios" de la NASA, compuesto por el Observatorio de Rayos Gamma Compton, el Telescopio Espacial Hubble, el Observatorio de Rayos X Chandra y el Telescopio Espacial Spitzer. De 1987 a 1995 fue director del Museo Nacional del Aire y del Espacio del Smithsonian, en Washington. Dimitió de su cargo a raíz de una controversia sobre una exposición sobre el Enola Gay para conmemorar el 50.º aniversario del los bombardeos atómicos de Hiroshima y Nagasaki que fue acusada de "revisionista" por incluir testimonios de japoneses y fotografías de las víctimas.

## Reconocimientos
El asteroide (12143) Harwit, descubierto el 24 de septiembre de 1960, fue nombrado en su honor.
En 1987 fue nombrado Miembro (Fellow) de la Sociedad Americana de Física "en reconocimiento a sus veinticinco años de extraordinarias contribuciones a la astrofísica infrarroja teórica y observacional y por aportar el liderazgo necesario para crear un programa coordinado de astrofísica espacial para el resto del siglo con el Programa de Grandes Observatorios".
En 2007 fue galardonado con la Medalla Bruce.

## Obras
- In Search of the True Universe. Cambridge University Press. 2013. ISBN 978-1-107-04406-7.[5][6]
- Astrophysical Concepts (1ª edición 1973,[7] 4ª edición 2006) ISBN 978-0-387-32943-7; Harwit, Martin (2013). reimpresión en papel de la 2ª edición. ISBN 9781475720198.
- Cosmic Discovery: The Search, Scope and Heritage of Astronomy (1981) ISBN 978-0-7108-0089-3[8]
  - Cosmic Discovery: The Search, Scope, and Heritage of Astronomy. Cambridge University Press. 21 de marzo de 2019. ISBN 978-1-108-72204-9.
- An Exhibit Denied: Lobbying the History of Enola Gay (1996) ISBN 978-0-387-94797-6